# Jim Gillespie
Jim Gillespie ist ein britischer Filmregisseur.
Der Schotte Gillespie begann seine Karriere als Fernsehregisseur für BBC und Channel 4. In den 1990er Jahren war er zunächst an mehreren Fernsehserien beteiligt. Bekannt wurde er durch den von ihm 1997 inszenierten Horrorfilm Ich weiß, was du letzten Sommer getan hast. 2002 entstand der Thriller D-Tox – Im Auge der Angst, 2005 folgte der Horrorfilm Venom – Biss der Teufelsschlangen. Zuletzt (Stand April 2020) drehte er 2016 Take Down – Die Todesinsel.